# Llatí renaixentista
El llatí renaixentista o llatí humanista, és un nom donat a la forma distintiva de l'estil llatí desenvolupat durant el renaixement europeu dels segles XIV al XV, particularment pel moviment de l'humanisme renaixentista.

## Ad fontes
Ad fontes ("a les fonts") era el crit general dels humanistes renaixentistes i, com a tal, el seu estil llatí pretenia purgar el llatí del vocabulari llatí medieval i de les aportacions estilístiques que havia adquirit durant els segles posteriors a la caiguda de l'Imperi Romà. Van mirar la literatura llatina de l’època daurada, i sobretot Ciceró en prosa i Virgili en poesia, com els àrbitres de l'estil llatí. Van abandonar l'ús de la seqüència i altres formes accentuals de metre i van intentar, en canvi, reviure els formats grecs que s'utilitzaven en la poesia llatina durant el període romà. Els humanistes van condemnar el gran cos de la literatura llatina medieval com a " gòtic " — per a ells, un terme d'abús — i van creure que només el llatí antic del període romà era "el llatí real".
Alguns humanistes ciceronians del segle xvi també van intentar purgar el llatí escrit dels desenvolupaments medievals en la seva ortografia. Van insistir, per exemple, que es redactés completament allà on es produís en llatí clàssic; els escribes medievals sovint escrivien e en lloc de ae. Eren molt més zelosos que els escriptors llatins medievals que distingien t i c ; com que els efectes de la palatalització els feien homòfons, els escribes medievals sovint escrivien, per exemple, eciam per etiam. Les seves reformes van afectar fins i tot l’ escriptura ; Els humanistes solien escriure llatí en una minúscula escriptura humanista derivada del minúscul carolingi, l'ancestre final de la majoria de tipografies minúscules contemporànies, evitant les seqüències de lletres negres utilitzades a l'edat mitjana. Aquest tipus d’escriptura era particularment vigilant en les obres editades, de manera que els col·legues internacionals podien llegir-les amb més facilitat, mentre que en els seus propis documents manuscrits el llatí s'escriu normalment tal com es pronuncia en llengua popular. Per tant, les primeres generacions d'humanistes no van dedicar molta cura a l'ortografia fins a finals del segle xvi i XVII. Erasme va proposar que s'eliminessin les pronunciacions tradicionals del llatí en favor de la seva versió reconstruïda de la pronunciació clàssica del llatí, tot i que de les seves obres es pot deduir que ell mateix va utilitzar la pronunciació eclesiàstica.
El pla humanista per refer el llatí va tenir un gran èxit, almenys en educació. Les escoles van ensenyar les grafies humanístiques i van fomentar l'estudi dels textos seleccionats pels humanistes, amb una gran exclusió de la literatura llatina posterior. D’altra banda, mentre el llatí humanista era un llenguatge literari elegant, es va fer molt més difícil escriure llibres sobre dret, medicina, ciència o política contemporània en llatí, tot observant totes les normes dels humanistes sobre purga de vocabulari i ús clàssic. 
El llatí renaixentista es va convertir gradualment en el nou llatí dels segles XVI-XIX, utilitzat com a llengua preferida per als autors que discutien temes considerats prou importants per merèixer un públic internacional (és a dir, paneuropeu).

## Obres i autors en llatí renaixentista

### Segle XIV
- 1359. Epistolæ familiarres de Petrarca (1304–1374)
- 1360. Genealogia deorum gentilium de Giovanni Boccaccio (1313–1375)

- 1409. Flos Duellatorum de Fiore dei Liberi
- 1425. Hermafroditus d'Antonio Beccadelli (1394–1471)
- 1441. De elegantiis Latinæ linguæ de Lorenzo Valla (1406-1457)
- 1442. Historia Florentini populi de Leonardo Bruni (c. 1370-1444)
- 1444. Historia de duobus amantibus per Æneas Sylvius Piccolomini, papa Pius II (1405–1464)
- 1452. De re ædificatoria de Leone Battista Alberti (1404–1472)
- 1471. Contra amores de Bartolomeo Platina (1421–1481)
- 1479. De inventione dialectica de Rodolphus Agricola (1444–1485)
- 1481. Introduccions latinae d'Antonio de Nebrija (1441-1522)
- 1486. De hominis dignitate de Giovanni Pico della Mirandola (1463–1494)
- 1491. Nutricia de Poliziano (1454–1494)
- Theologia Platonica de immortalitate animæ de Marsilio Ficino (1433–1499)
- Francesco Filelfo (1398–1481)